# 129312 Drouetdaubigny
129312 Drouetdaubigny este o planetă minoră (asteroid), cu un diametru de 7,258 km, din centura de asteroizi. A fost descoperită pe 30 septembrie 2005 la Catalina Station⁠(d) de Catalina Sky Survey. 
Obiectul prezintă o orbită caracterizată de o semiaxă mare de 3,1884115327415 UAi, o excentricitate de 0,2, o înclinație de 17,9 ° în raport cu ecliptica.